# كيري ريان
كيري ريان (بالإنجليزية: Kerry Ryan)‏ هو لاعب كرة قدم أسترالية أسترالي، ولد في 14 فبراير 1947.

## وصلات خارجية
- كيري ريان على موقع AustralianFootball.com (الإنجليزية)
- كيري ريان على موقع AFLtables.com (الإنجليزية)